# جيم مارس
جيم مارس (بالإنجليزية: Jim March)‏ (21 أبريل 1954 في المملكة المتحدة - ) هو لاعب كرة قدم بريطاني في مركز الهجوم. لعب مع نادي أردريونيانز وPollok F.C. ‏ ونادي آير يونايتد.